# Hannelore Kohl
Hannelore Kohl, eller egentligen Johanna Klara Eleonore Kohl, född Renner den 7 mars 1933 i Berlin, död 5 juli 2001 i Ludwigshafen, Rheinland-Pfalz, var gift med Tysklands förbundskansler Helmut Kohl från 1960 fram till sin död. Hannelore Kohl begick självmord efter att ha lidit av svår ljusallergi i flera år.
Som hustru till förbundskanslern (1982–1998) tog hon på sig officiella uppgifter och var engagerad i bland annat välgörenhet. Enligt deras söner var hon en viktig rådgivare för sin make, särskilt när det gäller Tysklands återförening. Genom sina språkkunskaper hjälpte hon sin make med internationella relationer. Hon hade tidigare jobbat som tolk och kunde engelska och franska flytande.

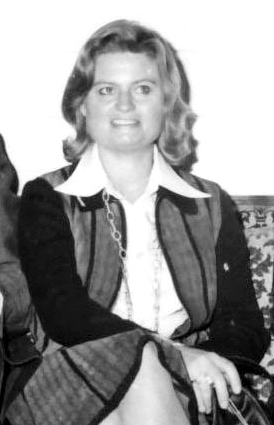
Hannelore Kohl (1976).